# Tank Abbott
David Lee "Tank" Abbott (født 26. april 1965) er en tidligere mixed martial artist og fribryder. Tank Abbott var frygtet i UFC for sin voldsomme brawling metoder, men det han havde i brawling skills, mener andre han manglede i teknik. I 1999 og 2000 wrestlede han for WCW, men fungerede mest som comic relief, trods hans barske omdømme.